# سلام مریخی
سلام مریخی (ایتالیایی: Ciao marziano) یک فیلم کمدی علمی-تخیلی ایتالیایی به کارگردانی پی‌یر فرانچسکو پینجیتوره است که در سال ۱۹۸۰ منتشر شد.

## بازیگران
- پیپو فرانکو
- جینو پانیانی
- سیلویا دیونیزیو
- لائورا تروشل
- اورسته لیونلو
- آلدو جوفره
- فرانکو چیتی
- ایزابلا بیاجینی
- لوچانا تورینا
- آدریانا روسو
- سرجو لئوناردی
- تئو تئوکولی
- جانکارلو ماگالی
- مارتوفلو